# Le Bachelier malicieux
Pour plus de détails, voir Fiche technique et Distribution.
Le Bachelier malicieux (Nezbedný bakalár) est un film tchécoslovaque réalisé par Otakar Vávra, sorti en 1946.

## Fiche technique
- Titre : Le Bachelier malicieux
- Titre original : Nezbedný bakalár
- Réalisation : Otakar Vávra
- Scénario : Zdeněk Štěpánek et Otakar Vávra d'après le roman de Zikmund Winter
- Musique : Jirà Srnka
- Photographie : Jan Roth
- Montage : Antonín Zelenka
- Société de distribution : Státní Pujcovna Filmu
- Pays :  Tchécoslovaquie
- Genre : Comédie
- Durée : 96 minutes
- Dates de sortie : Tchécoslovaquie : 6 septembre 1946

## Distribution
- Zdeněk Štěpánek : Jan
- Vlasta Matulová : Anna
- Otomar Korbelár : Mikulás
- František Smolík : Smardoch
- Jaroslav Marvan : Pàsecký
- Frantisek Kreuzmann : l'inspecteur Zlutický
- Jaromàra Pacová : Markyta, la femme de Zlutický
- Sasa Rasilov : Hruska
- Frantisek Roland : Slach
- Jaroslav Vojta : Matej
- Antonàn Solc : Ondrej Kralovic
- Josef Gruss : Zachariás
- Zdenka Baldová : Slachova Zena
- Milada Smolàková : Hrusková
- Gustav Hilmar : Simon Cerasýn
- Vladimàr Repa : Máma
- Václav Trégl : Cespivo
- Antonàn Jirsa : Martin Bezprstý
- Vlastimil Brodský : Mendàk

## Distinctions
Le film a été présenté en sélection officielle en compétition au Festival de Cannes 1946.